# 오토 쿰
오토 쿰(독일어: Otto Kumm, 1909년 10월 1일 ~ 2004년 3월 23일)는 나치 독일의 친위대원이자 무장친위대 소장이다.

## 생애
함부르크에서 태어난 쿰은 1934년에 친위대 특무부대인 게르마니아 연대에 입대해 나치당에 입당 후 친위대에 가입하였다. 1935년 7월에 친위대 중위, 1936년 9월에 친위대 대위가 된 쿰은 1936년 12월에 뮌헨에서 도이칠란드 연대에 이동하였다가 1938년 3월에 데어 퓌러 연대에서 중대장이 되었다.
폴란드 침공과 1940년의 프랑스 침공에 종군한 쿰은 유능한 중대장으로 활약했는데 1940년 10월에 소령으로 진급한 후 1941년 6월부터 독소전쟁이 발발하자 동부전선으로 이동하여 1941년 7월에 데어 퓰러의 연대장이 되었다. 동부전선에서 혁혁한 전공으로 인해 1941년 10월에 친위대 중령으로 승진한 쿰은 1941년 11월 29일에 독일 철십자 훈장을 받고 1942년엔 기사 철십자장을 받았다.1943년 4월 6일에 기사 철십자장 백엽훈장을 받은 쿰은 대령으로 승진 후 1943년 여름부터 제5 SS 산악사단의 참모장으로 일한 후 제7 SS 산악사단으로 이동해 빨치산 토벌작전에 참가했다. 이 사단은 악명높은 학살로 유명했는데 쿰도 이 학살에 깊이 관여했다. 1944년 1월 30일에 친위대 상급대령이 된 쿰은 프린츠 오이겐 사단의 사단장이 되었다. 쿰의 사단은 발칸반도에서 소련군에게 밀려 헝가리로 후퇴했는데 1944년 11월 9일에 친위대 소장 및 무장친위대 소장으로 임명된 쿰은 1945년 2월 6일부터 패전까지 제1 SS기갑사단 LSSAH의 사단장을 지냈다.
1945년 3월 17일에 기사철십자 훈장 백엽장 검장을 수상한 쿰은 1945년 5월 8일에 미군의 포로가 되었다. 그는 전범으로 유고슬라비아에 넘겨질 예정이었지만 쿰은 그 전에 탈주하여 전후 인쇄소에서 일했다. 쿰은 후에 전직 무장친위대원 상호부조협회(HIAG)의 창설을 맡기도 했다. 이후 2004년에 사망하였다.

### 참고 문헌
- Berger, Florian (1999). 《Mit Eichenlaub und Schwertern. Die höchstdekorierten Soldaten des Zweiten Weltkrieges》 [With Oak Leaves and Swords. The Highest Decorated Soldiers of the Second World War] (독일어). Vienna, Austria: Selbstverlag Florian Berger. ISBN 978-3-9501307-0-6.
- Dollinger, Hans (1968). 《The Decline and Fall of Nazi Germany and Imperial Japan》. New York: Crown Publishers. OCLC 712594.
- Fischer, Thomas (2008). 《Soldiers of the Leibstandarte》. Winnipeg: J.J. Fedorowicz Publishing. ISBN 978-0-921991-91-5.
- Flaherty, T. H. (2004) [1988]. 《The Third Reich: The SS》. Time-Life. ISBN 1-84447-073-3.
- Kumm, Otto (1995). 《Prinz Eugen: The history of the 7. SS-Mountain Division "Prinz Eugen"》. Winnipeg: J.J. Fedorowicz Publishing. ISBN 0-921991-29-0.
- Large, David C. (1987). “Reckoning without the Past: The HIAG of the Waffen-SS and the Politics of Rehabilitation in the Bonn Republic, 1950–1961”. 《The Journal of Modern History》 (University of Chicago Press) 59 (1): 79–113. doi:10.1086/243161. JSTOR 1880378. S2CID 144592069.
- Levenda, Peter (2014). 《The Hitler Legacy: The Nazi Cult in Diaspora: How it was Organized, How it was Funded, and Why it Remains a Threat to Global Security in the Age of Terrorism》. Ibis Press. ISBN 978-0892542109.
- Parker, Danny S. (2014). 《Hitler's Warrior: The Life and Wars of SS Colonel Jochen Peiper》. Da Capo Press. ISBN 978-0306821547.
- Patzwall, Klaus D.; Scherzer, Veit (2001). 《Das Deutsche Kreuz 1941 – 1945 Geschichte und Inhaber Band II》 [The German Cross 1941 – 1945 History and Recipients Volume 2] (독일어). Norderstedt, Germany: Verlag Klaus D. Patzwall. ISBN 978-3-931533-45-8.
- Scherzer, Veit (2007). 《Die Ritterkreuzträger 1939–1945 Die Inhaber des Ritterkreuzes des Eisernen Kreuzes 1939 von Heer, Luftwaffe, Kriegsmarine, Waffen-SS, Volkssturm sowie mit Deutschland verbündeter Streitkräfte nach den Unterlagen des Bundesarchives》 [The Knight's Cross Bearers 1939–1945 The Holders of the Knight's Cross of the Iron Cross 1939 by Army, Air Force, Navy, Waffen-SS, Volkssturm and Allied Forces with Germany According to the Documents of the Federal Archives] (독일어). Jena, Germany: Scherzers Militaer-Verlag. ISBN 978-3-938845-17-2.
- Steiner, John Michael (1975). 《Power Politics and Social Change in National Socialist Germany: A Process of Escalation Into Mass Destruction》. De Gruyter Mouton. ISBN 978-9027976512.
- Stockert, Peter (1997). 《Die Eichenlaubträger 1939–1945 Band 3》 [The Oak Leaves Bearers 1939–1945 Volume 3] (독일어). Bad Friedrichshall, Germany: Friedrichshaller Rundblick. ISBN 978-3-932915-01-7.
- Thomas, Franz (1997). 《Die Eichenlaubträger 1939–1945 Band 1: A–K》 [The Oak Leaves Bearers 1939–1945 Volume 1: A–K] (독일어). Osnabrück, Germany: Biblio-Verlag. ISBN 978-3-7648-2299-6.